# Чероки (Канзас)
Чероки (енгл. Cherokee) град је у америчкој савезној држави Канзас.

## Демографија
По попису из 2010. године број становника је 714, што је 8 (-1,1%) становника мање него 2000. године.
| Група             | 2000.       | 2010.       |
| Белци             | 686 (95,0%) | 681 (95,4%) |
| Афроамериканци    | 2 (0,3%)    | 1 (0,1%)    |
| Азијати           | 1 (0,1%)    | 0 (0,0%)    |
| Хиспаноамериканци | 3 (0,4%)    | 11 (1,5%)   |
| Укупно            | 722         | 714         |